# Pronous affinis
Pronous affinis là một loài nhện trong họ Araneidae.
Loài này thuộc chi Pronous. Pronous affinis được Eugène Simon miêu tả năm 1901.